# 恵比寿マスカッツ10thANNIVERSARY
『恵比寿マスカッツ10thANNIVERSARY』（えびすマスカッツテンスアニバーサリー）は第2世代・恵比寿マスカッツのベスト・アルバム。2022年8月10日にドリーミュージックから発売された。

## 概要
初代・恵比寿マスカッツ・第2世代・恵比寿マスカッツ活動10周年を記念して制作された作品並びに第2世代・恵比寿マスカッツのラスト・アルバム。

## リリース形態
初回限定盤：レインボー、通常盤A：スマイル、通常盤B：セクシーの3形態で発売。

## 収録曲

### 初回限定盤：レインボー

#### DISC.1
1. じゃり道 [4:14]
2. ホップステップバック[3:41]
3. ジャンジャンパーレ[4:43]
4. たがため[4:48]
5. EBISU ANIMAL ANTHEM[4:33]
6. だって恋だしん(feat.クロサッキー)[3:46]
7. バツワン(feat.みひろ)[3:28]
8. マジョガリータ[4:52]
9. Twenty-Nine[3:56]
10. パラダイスBADライン[5:44]

#### DISC.2
1. Class(feat.チームモンスター)[4:03]
2. DIGITAL NOISE [4:19]
3. PUZZLE(feat.MOMOROCK)[3:42]
4. 徒花(feat.ATM)[3:24]
5. 孤独-ひとり-(feat.三上悠亜)[4:53]
6. チョンゲーオ(feat.紅蠍)[4:21]
7. NO VICTORY WITHOUT DREAM[4:51]
8. 七色ストーリー [5:37]
9. 気持ちはロンリー(feat.うさもな) [3:54]<ボーナス・トラック>
10. 月夜のお市(feat.市川まさみ) [4:43]<ボーナス・トラック>

### 通常盤A：スマイル
1. じゃり道 [4:14]
2. ホップステップバック [3:41]
3. ジャンジャンパーレ [4:43]
4. パラダイスBADライン [5:44]
5. だって恋だしん(feat.クロサッキー) [3:46]
6. バツワン(feat.みひろ) [3:28]
7. Class(feat.チームモンスター) [4:03]
8. PUZZLE(feat.MOMOROCK) [3:42]
9. NO VICTORY WITHOUT DREAM [4:51]

### 通常盤B：セクシー
1. たがため [4:48]
2. EBISU ANIMAL ANTHEM [4:33]
3. マジョガリータ [4:52]
4. Twenty-Nine [3:56]
5. DIGITAL NOISE [4:19]
6. 徒花(feat.ATM) [3:24]
7. 孤独-ひとり-(feat.三上悠亜) [4:53]
8. チョンゲーオ(feat.紅蠍) [4:21]
9. 七色ストーリー [5:37]